# 別列贊
別列贊（羅馬化：Berezan）是乌克兰北部基辅州布羅瓦雷區別列贊市鎮的城市及行政中心，2020年7月18日前为该州的州辖市。該市距離首都基輔75公里，面積32.92平方公里，海拔高度105米，2022年人口数量为16,047人。

## 图集

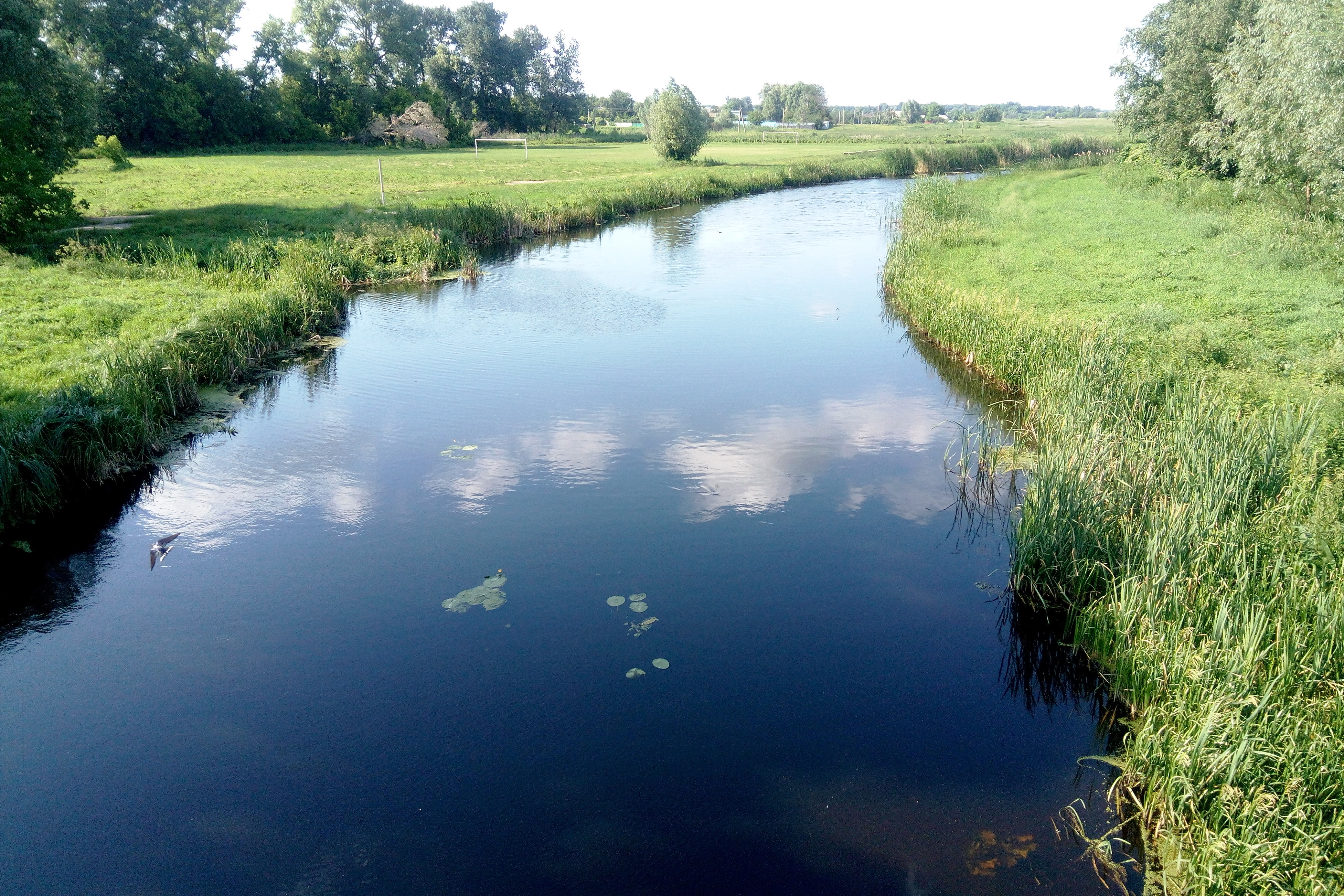
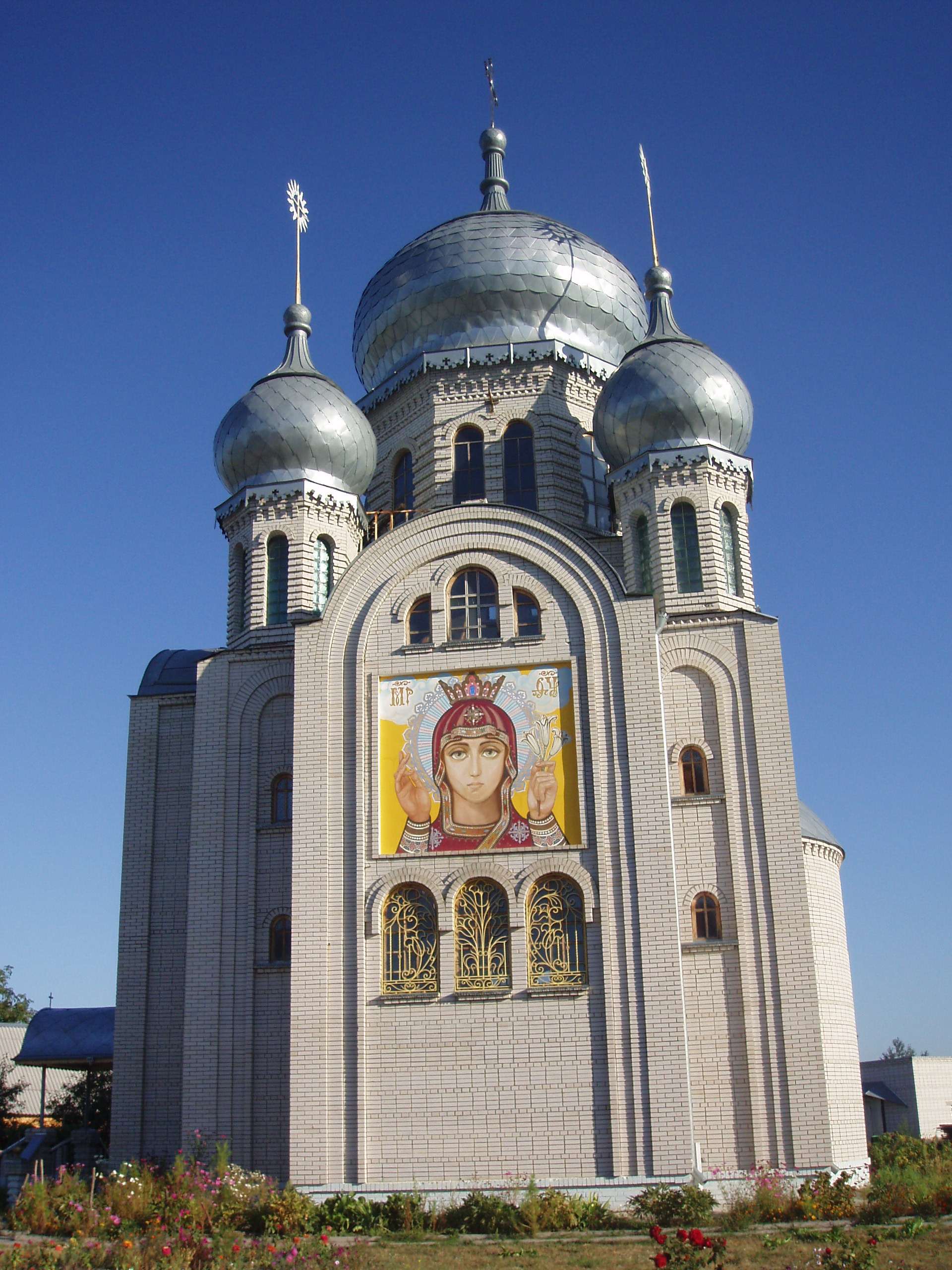
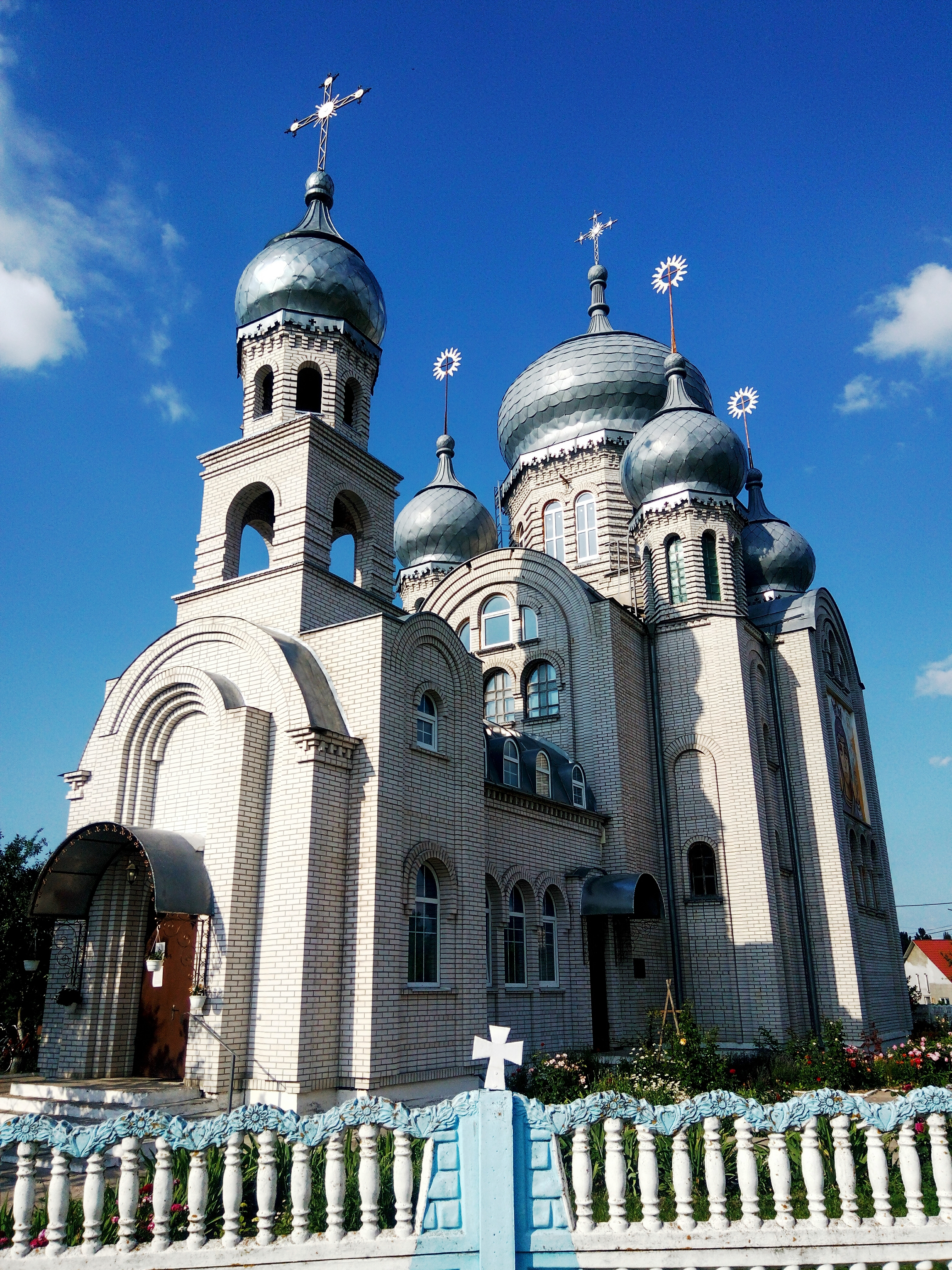
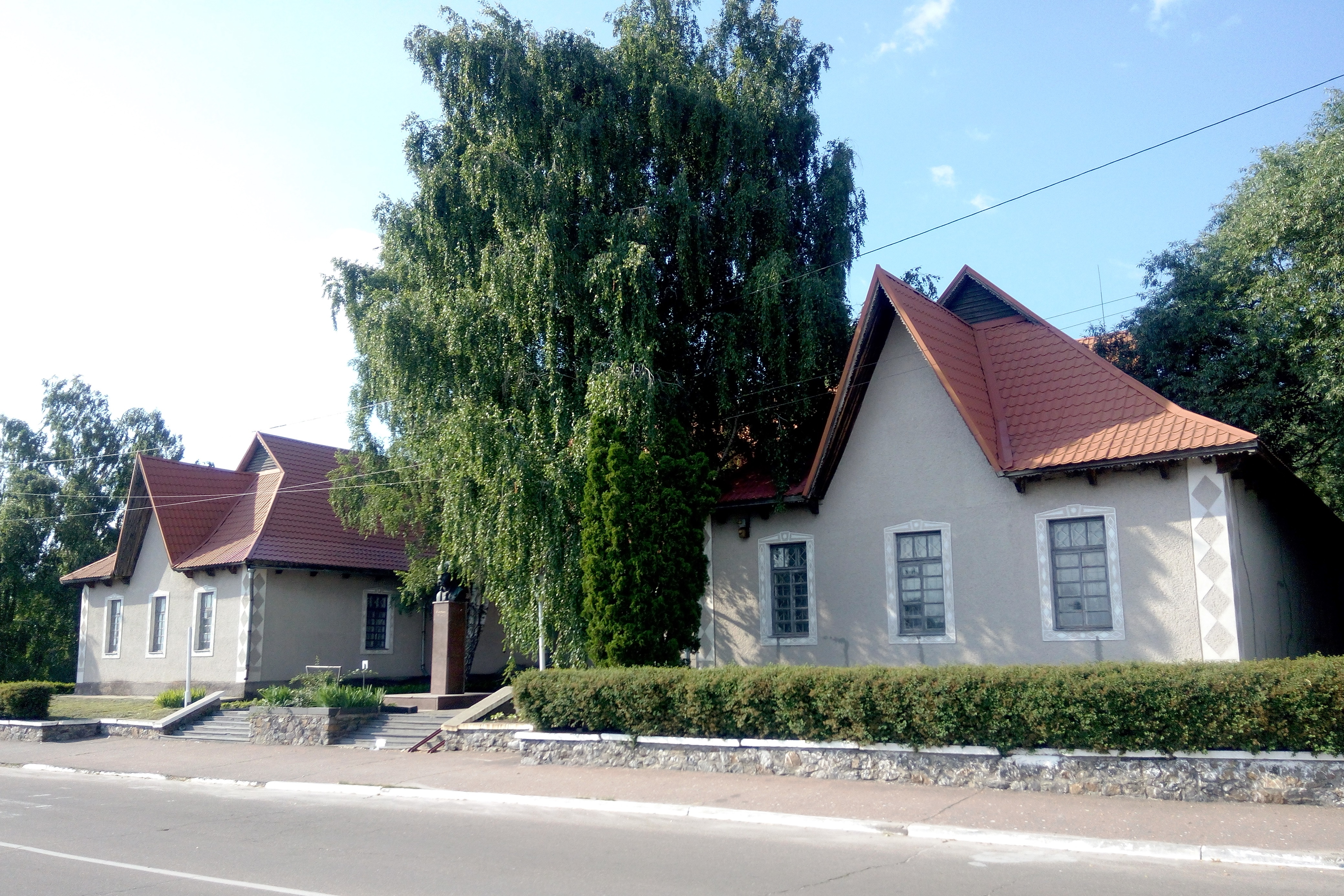
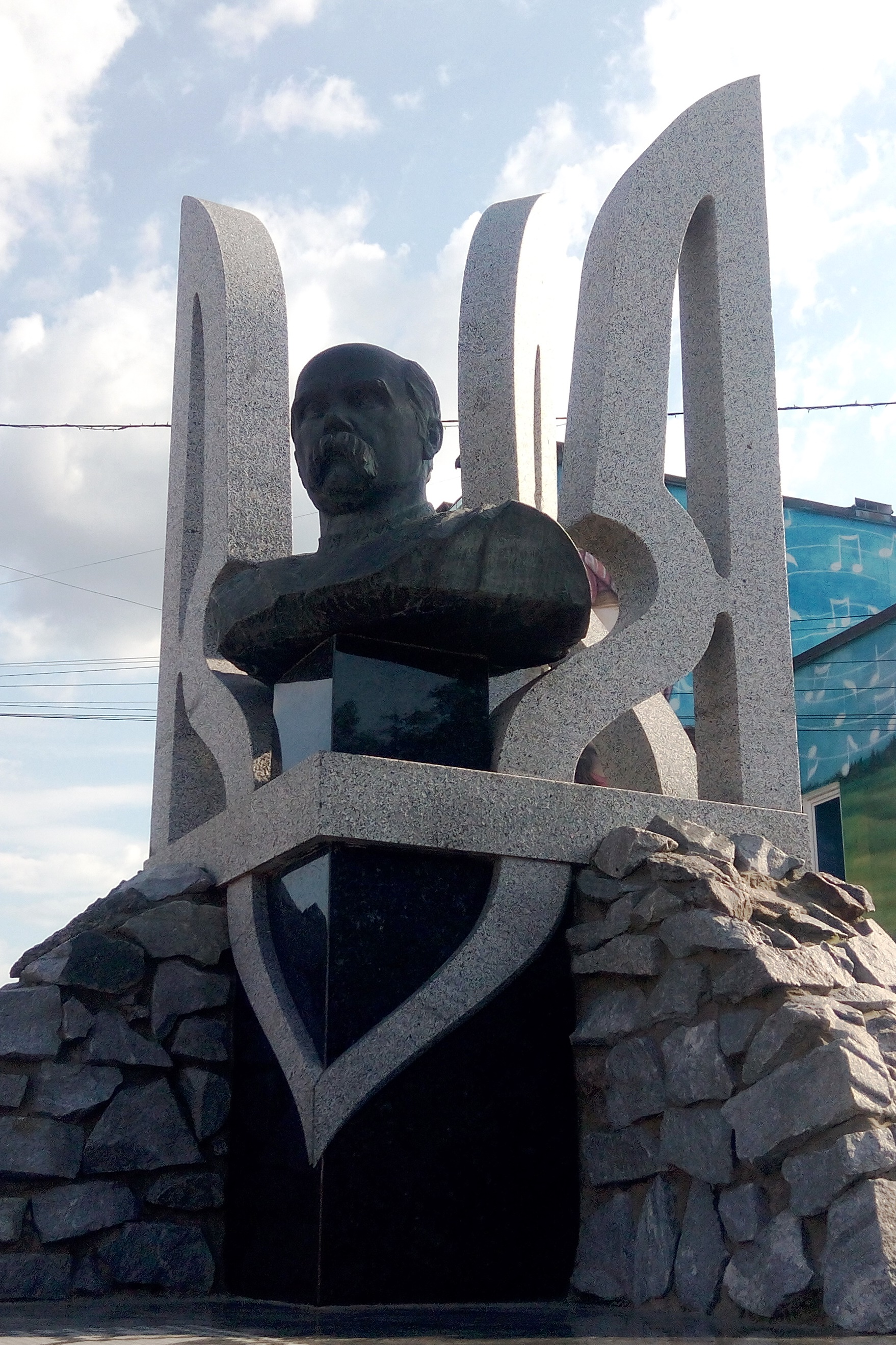
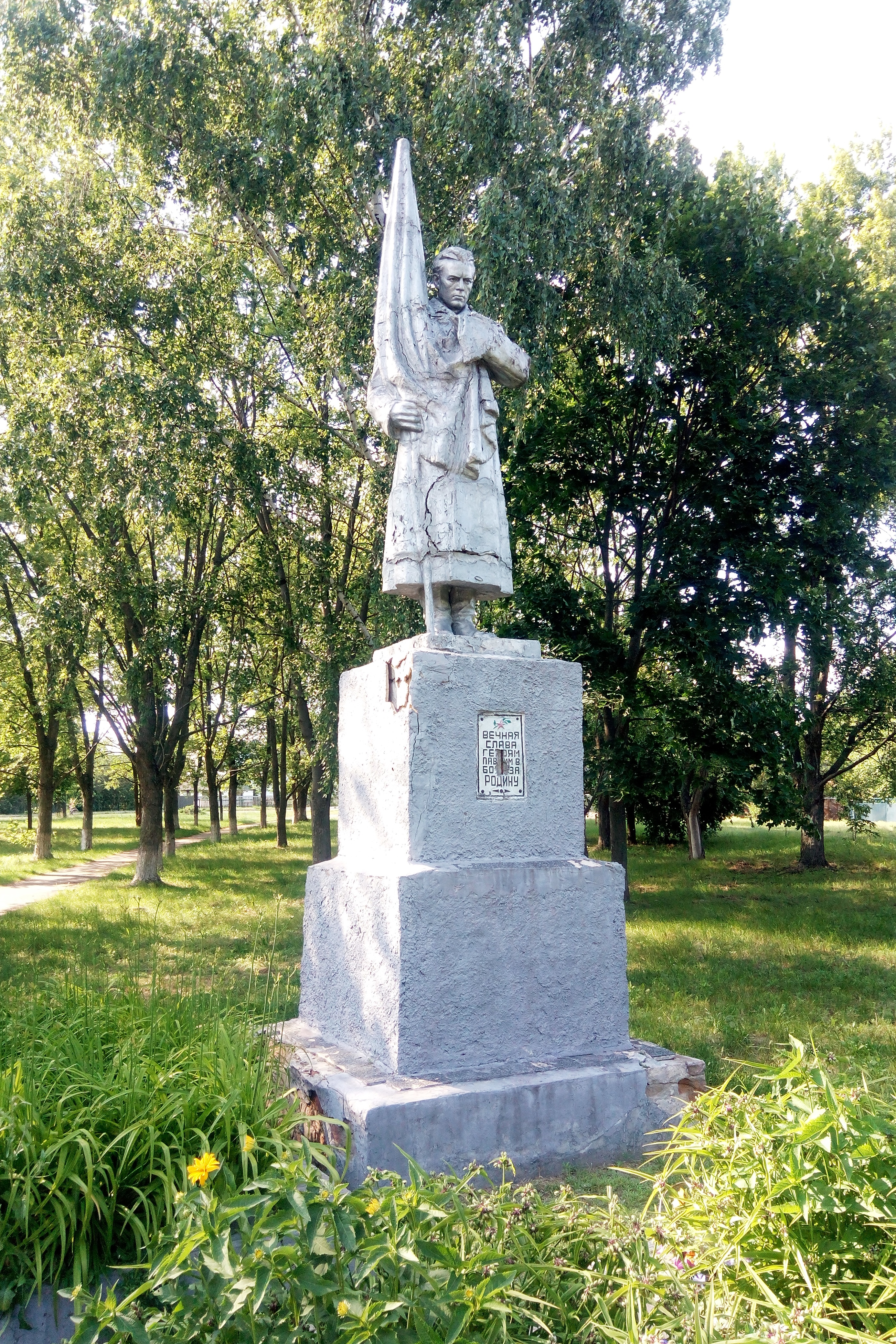
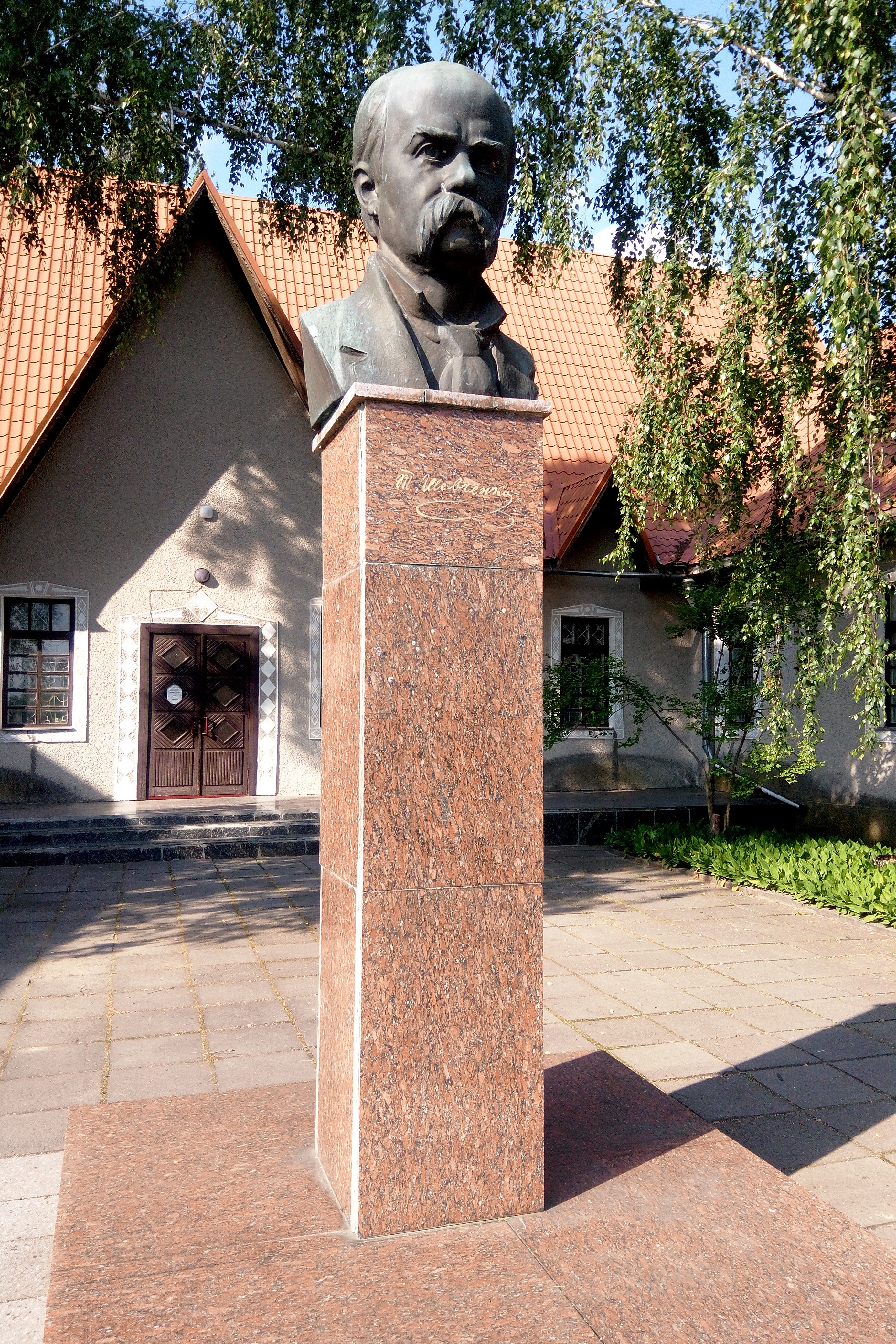
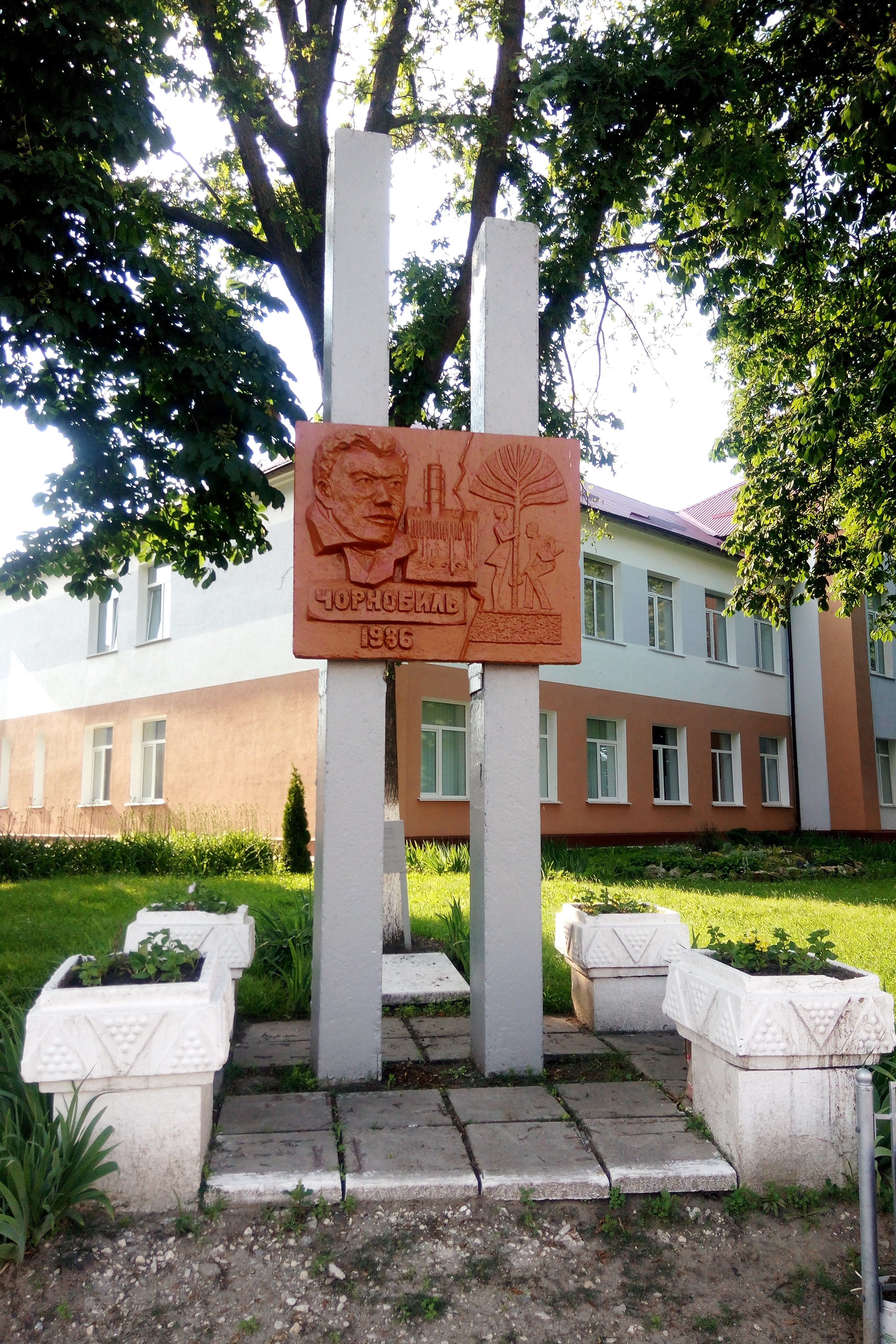